# Free negro

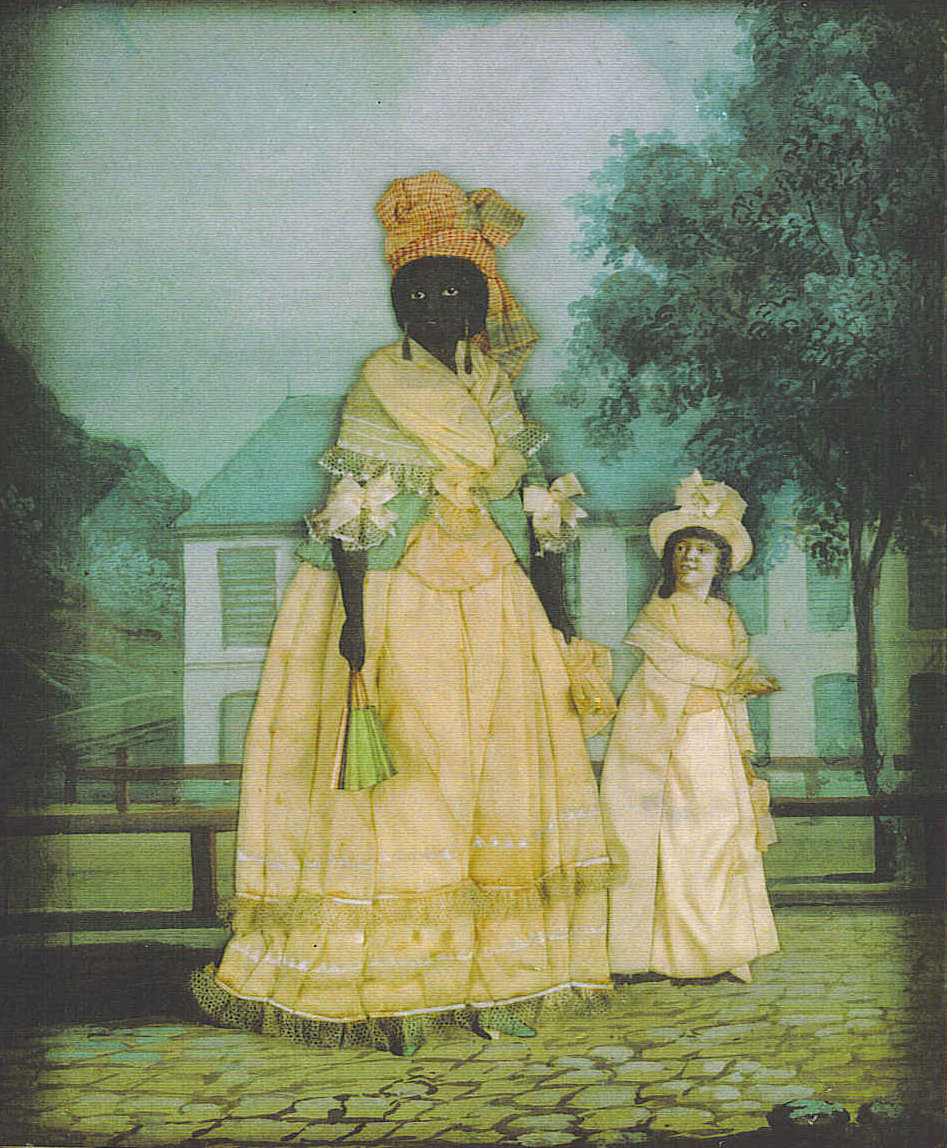
Mulher de cor livre com filha mestiça; colagem do final do século XVIII, Nova Orleães.

Na história dos Estados Unidos, a locução free negro ou free black ('negro livre') refere-se ao estatuto legal dos afro-americanos não escravizados. Aplicava-se tanto aos escravos libertos quanto aos negros nascido livres, nos Estados Unidos. 
O termo foi usado desde o período colonial até a abolição da escravidão nos Estados Unidos, em dezembro de 1865.

## História
A escravidão era legal e praticada em todas as colônias europeias na América do Norte, em vários pontos da história. Nem todos os africanos que vinham para a América eram escravos; alguns chegaram mesmo no século XVII como homens livres, como marinheiros trabalhando em navios. Nos primeiros anos coloniais dos Estados Unidos, alguns africanos vinham como servos contratados que foram libertados após um determinado período de anos, assim como muitos dos imigrantes da Europa. Esses servos tornavam-se livres quando completavam seu mandato de escritura; eles também eram elegíveis para os direitos de propriedade de terras na nova colônia na região da Baía de Chesapeake, onde servos contratados eram mais comuns. Já em 1678, uma classe de negros livres existia na América do Norte.
Vários grupos contribuíram para o crescimento da população negra livre:
1. crianças nascidas de mulheres livres de cor (ver Partus sequitur ventrem)
2. crianças mulatas nascidas de mulheres brancas contratadas ou livres
3. crianças miscigenadas (indígenas negras) nascidas de mulheres indígenas livres (a emancipação na década de 1860)[2]
4. escravos libertos
5. escravos que escaparam de seus senhores[1]

Na maioria dos lugares, os trabalhadores negros eram empregados domésticos ou trabalhadores agrícolas. A mão-de-obra negra era de importância econômica nas plantações de tabaco voltadas para a exportação da Virgínia e Maryland, e nas plantações de arroz e índigo da Carolina do Sul. Entre 1620 e 1780, cerca de 287 000 escravos foram importados para as Treze Colônias, ou 2% dos mais de seis milhões de escravos trazidos da África. A grande maioria dos escravos africanos transportados foi para colônias produtoras de açúcar no Caribe e no Brasil, onde a expectativa de vida era curta e o número de escravos precisava ser continuamente reabastecido.

## Free Negroesnotáveis

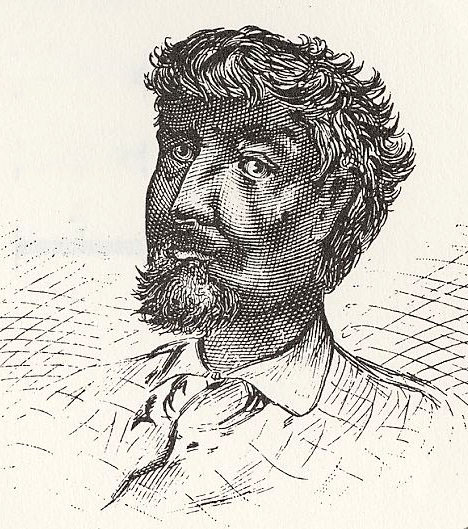
Jean Baptiste Pointe du Sable, o primeiro colonizador permanente em 1780 em Chicago e o "Pai de Chicago" que viajou pelo rio Mississippi desde Nova Orleães. Não há retratos conhecidos de Jean Baptiste Point du Sable feitos durante a sua vida. Este retrato é retirado do livro de A.T. Andreas, History of Chicago (1884)

### Nascidos antes de 1800
- Richard Allen – fundador da Igreja Metodista Episcopal Africana, primeira denominação negra independente nos EUA, cofundador da Free African Society
- Benjamin Banneker – autor do almanaque, astrônomo, agrimensor, naturalista e fazendeiro
- Elizabeth Freeman – curandeira, parteira e enfermeira que alcançou sua liberdade em 1781
- Prince Hall – conhecido como abolicionista por sua liderança na comunidade negra livre em Boston e como fundador da Maçonaria Prince Hall
- Anthony Johnson (colono) – ex-escravo que se tornou proprietário de escravos
- Absalom Jones – primeiro sacerdote episcopal negro ordenado; santo
- John Berry Meachum – ministro batista, empresário, educador
- Jane Minor – curandeira e emancipadora
- Jean Baptiste Pointe du Sable – fundador de Chicago e comerciante
- Lucy Terry – autora
- Sojourner Truth – abolicionista e ativista dos direitos das mulheres
- David Walker – abolicionista
- Phillis Wheatley – primeira poetisa afro-americana publicada
- Theodore S. Wright – ministro, cofundador da Sociedade Antiesclavagista Americana

### 1800–1865

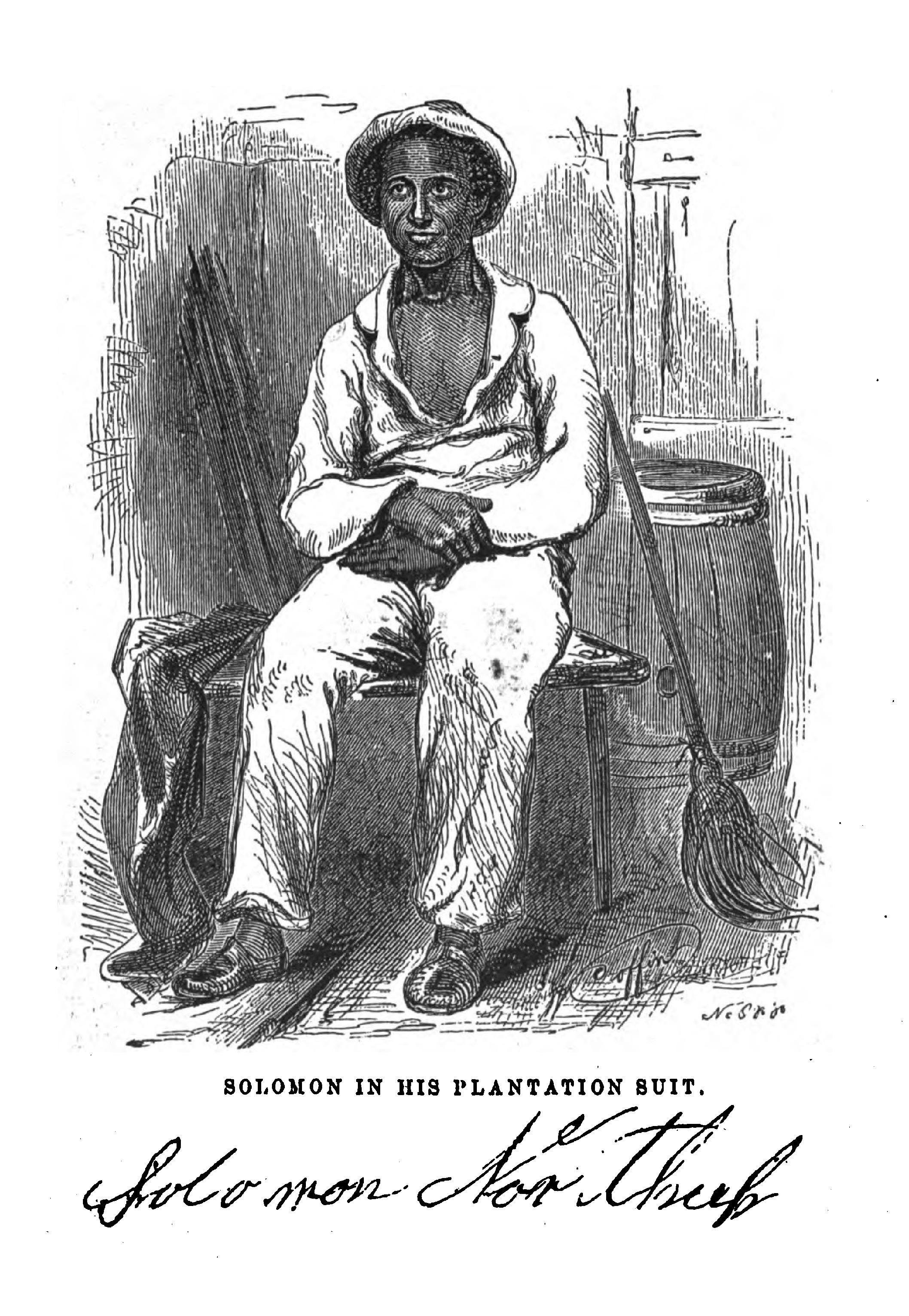
Solomon Northup nasceu e foi criado como um free negro" no Estado livre de Nova Iorque e foi sequestrado e vendido como escravo do sul em 1841, sendo mais tarde resgatado e recuperado sua liberdade em 1853

- William Wells Brown – escravo fugitivo, autor, dramaturgo, ativista
- Charlotte L. Brown – ativista dos direitos civis na década de 1860 em São Francisco
- Thomas Day – marceneiro preeminente antes da guerra e abolicionista da Carolina do Norte
- Martin Delany – abolicionista, escritor, médico e defensor do nacionalismo negro
- Moses Dickson – abolicionista, soldado, ministro, organizador
- Frederick Douglass – escravo fugitivo, reformador, escritor e estadista
- William Ellison – proprietário e empresário
- Henry Highland Garnet – abolicionista e educador
- Cynthia Hesdra – ex-escrava e empresária de Nova York
- Harriet Jacobs – escritora e abolicionista
- Biddy Mason – enfermeira, parteira, empresária, filantropa
- Mary Meachum – condutora de ferrovia subterrânea e Presidente da Sociedade de Ajuda às Mulheres de Cor
- William Cooper Nell – jornalista
- William Nesbit – ativista dos direitos civis na Pensilvânia
- Solomon Northup – escritor da narrativa de escravos Twelve Years a Slave
- Sarah Parker Remond – conferencista e abolicionista, médica
- Charles Lenox Remond –  orador, ativista e abolicionista
- Daniel Payne – educador, administrador de faculdade e autor
- Robert Purvis – abolicionista
- David Ruggles – ativista antiescravidão
- Heyward Shepherd – morto no ataque de John Brown em Harpers Ferry
- Michael Shiner – diarista
- Maria Stewart – jornalista, abolicionista e ativista
- William Still – abolicionista, escritor e ativista
- Pierre e Juliette Toussaint – filantropos
- Harriet Tubman – escrava fugitiva, abolicionista, organizadora da Underground Railway ("regente")
- Harriet Wilson – romancista